# Horst Willim
Horst Willim (* 30. Januar 1927 in Luck; † 7. Januar 2007) war ein deutscher Gewerkschafter (FDGB). Er war Vorsitzender des Zentralvorstandes der Industriegewerkschaft Chemie.

## Leben
Willim, Sohn eines Angestellten, besuchte die Volks- und Mittelschule und erlernte den Beruf des Elektrikers. Am 18. Januar 1944 beantragte er die Aufnahme in die NSDAP und wurde zum 20. April desselben Jahres aufgenommen (Mitgliedsnummer 9.760.946). Im selben Jahr wurde er zur Wehrmacht eingezogen.
Nach Kriegsende arbeitete er wieder als Elektriker und wurde 1945 Mitglied des FDGB sowie Jugendsprecher in einem Betriebsrat. 1946 wurde er Mitglied der SED. Er war 1947 FDGB-Jugendsekretär im Kreis Löbau, 1947/48 dann Jugendsekretär und Mitglied des geschäftsführenden Vorstandes des FDGB-Landesvorstandes Sachsen bzw. Jugendsekretär des FDGB-Kreisvorstandes Dresden. Von 1948 bis 1950 wirkte er als Schulungssekretär des FDGB-Bundesvorstandes und studierte 1950 an der Parteihochschule „Karl Marx“. 
1951 war er zunächst stellvertretender Vorsitzender, von 1952 bis 1958 dann Vorsitzender des Zentralvorstandes der IG Chemie im FDGB. Als Vorsitzender der IG Chemie nahm er im Mai 1957 an der Tagung des Administrativkomitees der Internationalen Vereinigung der Gewerkschaften der Werktätigen der chemischen, der Erdöl- und ähnlichen Industrie in Budapest teil. Willim wurde im Juli 1958 wegen „ernster politischer und ideologischer Mängel“ als Vorsitzender der IG Chemie abgesetzt und erhielt einen „Bewährungsauftrag“. Von 1958 bis 1960 arbeitete er als Elektriker im VEB Maschinenfabrik Halle (Saale). Von 1960 bis 1963 fungierte er dann als stellvertretender Vorsitzender des FDGB-Bezirksvorstandes Karl-Marx-Stadt. 1963/64 war er Mitarbeiter der Abteilung Organisation im FDGB-Bundesvorstand. Zwischen 1964 und 1967 absolvierte er ein Studium an der Ingenieurschule Berlin-Lichtenberg. Von 1967 bis 1989 wirkte er als  Abteilungsleiter für Arbeitsschutz im FDGB-Bundesvorstand. Im Februar 1974 wurde Willim zum Vertreter des FDGB in der Ständigen Kommission des WGB über Probleme des Umweltschutzes ernannt. Im April 1978 nahm er zusammen mit Horst Heintze am Internationalen Arbeitsschutz-Symposium „Secura 78“ in Posen teil.
Von 1954 bis 1958 war Willim zudem Abgeordneter der Volkskammer der DDR.

## Schriften
- Die Arbeit in den Kulturstätten muss der sozialistischen Erziehung, der Produktion und der Erholung dienen. Tribüne, Berlin 1955.
- (Autorenkollektiv): Die Aufgaben im Gesundheits- und Arbeitsschutz nach dem 7. FDGB-Kongress (Schriftenreihe Arbeitsschutz aktuell, interessant, Heft 14). Tribüne, Berlin 1968.
- Die Funktion der Gewerkschaften im Gesundheits- und Arbeitsschutz (Arbeitsschutz aktuell, interessant, Heft 21). Tribüne, Berlin 1970.

### Artikel (Auswahl)
- Für eine hohe Qualität der Leitung. In: Die Arbeit 3 (1961), S. 1–4 (Bericht über die Arbeit des Bezirksvorstandes des FDGB Karl-Marx-Stadt mit dem Arbeitsgesetzbuch).
- (zusammen mit Harry Bastek): Einheitliche Berichterstattung über das Unfallgeschehen. In: Arbeit und Arbeitsrecht, 26 (1971), S. 564–573.
- Einige Mängel bei der Verwirklichung von Schadenersatzansprüchen Werktätiger nach § 98 GBA. In: Neue Justiz, 19 (1972) S. 572 ff.

## Auszeichnungen
- Fritz-Heckert-Medaille
- Verleihung der Ehrenbezeichnung „Oberingenieur“ (1969)
- Verdienstmedaille der Deutschen Volkspolizei in Gold (1972)